# Yasawa-eilanden
De Yasawa-eilanden zijn een eilandengroep in Fiji die vernoemd is naar Yasawa, het grootste eiland van de groep. De archipel ligt ten noordwesten van Viti Levu en heeft een oppervlakte van ongeveer 135 km². Bestuurlijk vallen de eilanden onder de divisie Western en daarbinnen onder de provincie Ba.

## Geografie
De Yasawa-eilanden liggen ten noordwesten van Lautoka. De archipel bestaat uit ongeveer 30 eilanden en strekt zich van zuidwest naar noordoost uit over een lengte van ongeveer 80 kilometer. Samen met het Great Sea Reef vormt de groep de natuurlijke grens tussen de Stille Oceaan en Bligh Water. De eilanden zijn van vulkanische oorsprong en bergachtig, met toppen tussen de 250 en 600 meter.
Ten zuiden van de Yasawa-eilanden liggen de Mamanuca-eilanden.

## Geschiedenis
Na de muiterij op de Bounty werd de archipel in 1789 "ontdekt" door kapitein William Bligh.
In 1794 werden de eilanden bezocht door HMS Arthur onder kapitein Barber. In 1840 werden de eilanden in kaart gebracht door Charles Wilkes.

## Varia
- Een aantal eilanden van de Yasawa-archipel waren decor voor de film The Blue Lagoon.